# Ben Castle
Pas d'image ? Cliquez ici

a Compétitions nationales et continentales officielles uniquement.

Dernière mise à jour le 18 septembre 2018.
Ben Castle, né le 13 janvier 1980 à Wellington (Nouvelle-Zélande), est un joueur de rugby à XV néo-zélandais qui évolue au poste de pilier droit (1,85 m pour 117 kg).

## Carrière

### En club
- 2008-2009 : RC Toulon (Top 14)  France
- 2009-2012 : Newport Gwent Dragons (Pro12)  Pays de Galles

### En franchise
- 2004-2008 : Chiefs (Super 14)  Nouvelle-Zélande
- 2009 : Western Force (Super 14)  Australie

### En province
- 2002 : Otago (NPC)  Nouvelle-Zélande
- 2003-2008 : Bay of Plenty (NPC)  Nouvelle-Zélande

## Palmarès
- International Universitaire Néo-Zélandais